# Baje
Baje (latinsko Baiae, italijansko Baia) so bile antično naselje na obali Neapeljskega zaliva, znano kot priljubljeno letovišče rimskega plemstva in družbene smetane. Ob koncu rimske republike si je nakopalo glas uživaškega mesta, kjer sta vladali razbrzdanost, pijančevanje in druga uživaštva. Baje so sestavljale del pristanišča Portus Julius, a ob njem so delovale toplice z zdravilno vodo. Baje so v 8. stoletju opustošili muslimanski Saraceni, a okrog 1500 so ostale zapuščene zaradi endemske malarije. Zaradi vulkanske dejavnosti v  renesančnem času je danes velik del antičnih Baj pod vodo; danes so posebej zavarovano podmorsko območje – okrog 5 m pod vodo ena največjih podmorskih zgodovinsko-zemljepisnih zanimivosti.
Danas predstavlja naselje občine Bacoli v deželi Kampaniji.